# Акшай Кумар
Раджив Хари Ом Бхатия, известен професионално като Акшай Кумар, е актьор и филмов продуцент, който работи предимно в Боливуд. За над 30 години актьорско майсторство Кумар се появява в над 100 филма и е спечелил няколко награди, включително две национални филмови награди и две награди Filmfare. Удостоен е три пъти с Падма Шри, четвъртото най-високо гражданско отличие в Индия, от правителството на Индия през 2009 г. Кумар е един от най-продуктивните актьори в индийското кино. Forbes го включва в списъците си за най-добре платените знаменитости и на най-добре платените актьори в света от 2015 до 2020 г. Между 2019 г. и 2020 г. той е единственият индиец в двата списъка.

## Биография
Акшай Кумар е роден на 9 септември 1967 г. в Индия. Баща му е военен. Завършва основното си образование в Мумбай и записва висше образование там, но впоследствие се отказва, защото не проявява особен интерес към материала. Прави своя филмов дебют в Saugandh от 1991 г. На следващата година участва в трилъра Khiladi.